# Leptoconops montigena
Leptoconops montigena är en tvåvingeart som beskrevs av Clastrier 1981. Leptoconops montigena ingår i släktet Leptoconops och familjen svidknott.
Artens utbredningsområde är Israel. Inga underarter finns listade i Catalogue of Life.